# Udpining
Udpining er et problem i jordbruget – noget der sker med jorden hvis man f.eks. planter den sammen afgrøde på den samme mark flere gange efter hinanden, hvorefter plantedele fjernes (høstes), så jorden kommer til at mangle nogle stoffer som f.eks. natrium, fosfor og kalium, dette kan dog modvirkes ved at plante en anden afgrøde og gøde jorden med f.eks. NPK-gødning. [kilde mangler]